# Goodyera fimbrilabia
Goodyera fimbrilabia är en orkidéart som beskrevs av Paul Ormerod. Goodyera fimbrilabia ingår i släktet knärötter, och familjen orkidéer. Inga underarter finns listade i Catalogue of Life.